# Égtáj

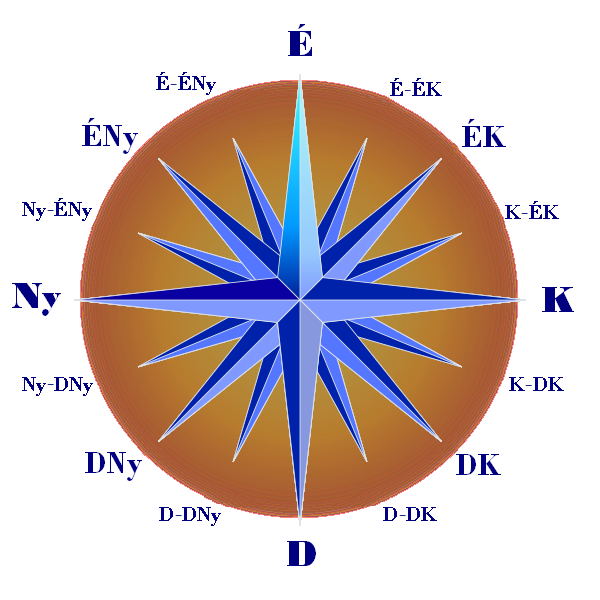
Az égtájak jelölése iránytűn

Az égtájak a természetben való földrajzi tájékozódás céljából felvett, a Föld felszínén rögzített irányok.
Az északi és déli irány a Föld pólusai felé mutat (Északi-sark, Déli-sark), a keleti és nyugati irányt a Föld forgási iránya határozza meg.
A csillagászatban az égbolton (éggömbön) az égtájakat hasonlóképpen értelmezzük és használjuk. Az északi irány az északi égi pólus iránya, nyugati irány amerre az égitestek a napi mozgásuk során mozognak. A többi irány értelem szerint.

## Égtájak típusai
- Fő égtájak – észak É, dél D, kelet K, nyugat Ny
- Másodrendű égtájak – északkelet ÉK, délkelet DK, északnyugat ÉNy, délnyugat DNy
- Harmadrendű égtájak – észak-északkelet ÉÉK, kelet-északkelet KÉK, kelet-délkelet KDK, dél-délkelet DDK, észak-északnyugat ÉÉNy, nyugat-északnyugat NyÉNy, nyugat-délnyugat NyDNy, dél-délnyugat DDNy

## Égtájak meghatározása
- Iránytű segítségével
- A Nap állása szerint – a Nap reggel keleten jön fel és este nyugaton megy le. 12 órakor: „előttem van észak, hátam mögött dél, balra a Nap nyugszik, jobbra pedig kél.”
- Óra segítségével
  - az északi féltekén az óra kismutatója pontosan a Napra mutasson, a kismutató és a 12-es* közötti szög szögfelezője délre mutat.
  - a déli féltekén – a 12-es* pontosan a Napra mutasson, a kismutató és a 12-es* közötti szög szögfelezője északra mutat.

 * nyári időszámításkor az 1-est használjuk a 12-es helyett 
- A Sarkcsillag segítségével – a Nagy Medve csillagkép (Göncölszekér) két hátsó csillagának összekötő vonalát képzeletben meghosszabbítjuk és a két csillag közötti távolságot számítjuk rá ötször. Így megtaláljuk a Sarkcsillagot ami az északi irányt mutatja, és ez a Kis Medve csillagkép legfényesebb csillaga.
- A Dél keresztje segítségével a déli féltekén amely a Kentaur csillagkép aljánál helyezkedik el. A Dél Keresztjének γ és α csillaga közötti vonal meghosszabbítása lefelé és a Kentaur α és β csillaga közötti szakasz felénél az erre merőlegesen húzott vonal kereszteződése mellett találjuk az Oktáns σ csillagot amelyik nagyjából megfelel déli sarkcsillagnak.

|  |  |

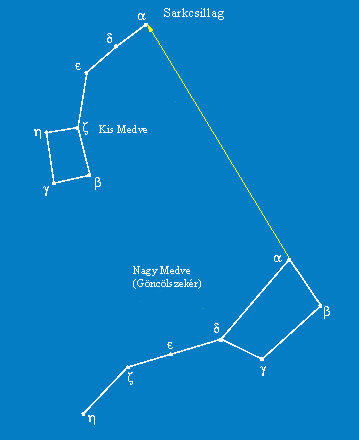
Északi-sark meghatározása - Sarkcsillag

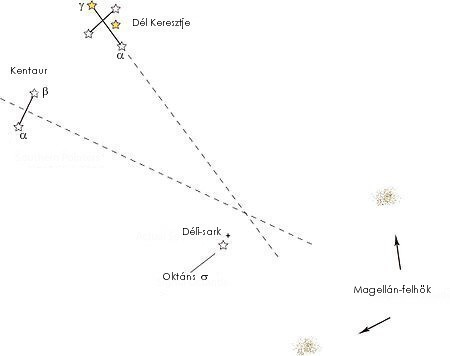
Déli-sark meghatározása - Oktáns Szigma

- Növényzet segítségével az északi féltekén (a déli féltekén fordítva)
  - A lefűrészelt fatönk évgyűrűi az északi oldalon sűrűbbek.
  - Az egyedül álló fák ágai a déli oldalon sűrűbbek.
  - A fák kérgén és a köveken a moha mindig az északi oldalon vastagabb.

## Égtájak angol (nemzetközi) megfelelői

Az égtájak angol jelölései

- N - North (észak)
- S - South (dél)
- E - East (kelet)
- W - West (nyugat)